# Аксельрод, Ида Исааковна
И́да Исаа́ковна Аксельро́д (ок. 1870 — май 1918) — русская революционерка, литературный критик-марксист.

## Биография
Аксельрод родилась около 1870 года в семье раввина в местечке Дуниловичи Вилейского уезда Виленской губернии. Мать была дочерью раввина. Сестра — Любовь Аксельрод (1868—1946), в 15 лет покинувшая семью и обосновавшаяся в Полтаве. В 1884 году Ида отправилась погостить к сестре на Украину и по её указанию привезла литературу для Полтавского революционного кружка. В связи с этими событиями была в 1887 году разыскана и с 1888 года должна была находиться два года в месте жительства под надзором полиции. Впоследствии участвовала в мелитопольских кружках молодёжи. Под влиянием романа Н. Г. Чернышевского «Что делать?» вместе с работницей Чайкиной организовала на кооперативных началах в Мелитополе швейную мастерскую.
В 1893 году Аксельрод эмигрировала в Европу. Первоначально жила с сестрой в Женеве, а с 1894 года — в Берне. После окончания в 1902 году Бернского университета Аксельрод получила степень доктора философии.
К социал-демократическому движению примкнула в 1890-е годы. Сначала являлась сторонницей организации «Освобождение труда», затем «Искры», вступила в искровскую «Заграничную Лигу русской революционной социал-демократии». В результате раскола 1903 года оказалась на стороне большевиков. Ситуацию изменил 2-й съезд «Заграничной Лиги», в котором участвовала вместе с сестрой и была записана протоколах как «Исакович». Вскоре после съезда обе сестры перешли к меньшевикам. Впоследствии выбирала сторону как «партийцев», так и крайних оборонцев (во время Первой мировой войны). В 1915 году поставила подпись под получившим известность обращением оборонцев (социал-демократов и социалистов-революционеров) «К сознательному трудящемуся населению России». На её счету участие в сборнике плехановцев «Война» и в парижском «Призыве».
Незадолго до Октябрьской революции вернулась в Россию. Умерла в Петербурге в мае 1918 года.

## Научная деятельность
Аксельрод считалась «довольно видным литературным критиком-марксистом». Она отвечала за литературно-художественный отдел в газете «Berner Tagwacht», являвшейся центральным органом швейцарской социал-демократической партии. Помимо германской социал-демократической прессы, сотрудничала с рядом русских журналов: с «Правдой» (в 1904 году как «Ида Соловейчик»), «Современной жизнью», «Возрождением», «Просвещением», «Современным миром». В 1906 году в Москве была опубликована брошюра Аксельрод «Русские политические партии с 1898 г. по 1903 г.», ранее вышедшая в «Neue Zeit».
Кроме того, Аксельрод написала ряд ценных очерков о Зудермане, Гауптмане, Готфриде Келлере, Руссо, Винкельмане, Шекспире и неоромантической школе. Помимо марксистского изучения западноевропейской литературы, она продвигала в Западной Европе и русскую художественную литературу. Так, ей принадлежит ряд статей в «Neue Zeit» о Некрасове, Чехове, Андрееве, Горьком. Её очерки отличались «простым, ясным и в то же время образным языком», в них автор проявила «незаурядное критическое чутьё и художественную восприимчивость».
В 1923 году в Минске часть её статей выпустили в книге под названием «Литературно-критические очерки». В состав сборника вошли статьи: «Г. Плеханов об искусстве»; «Жан-Жак Руссо»; «Готфрид Келлер»; «Основные мотивы в произведениях Германа Зудермана»; «Социальные мотивы в драмах Гауптмана»; «Психология неоромантизма».